# Joan G. Robinson
Joan Mary Gale Robinson, född Thomas 10 februari 1910 i Gerrards Cross i Buckinghamshire, död 20 augusti 1988 i King's Lynn i Norfolk,, var en brittisk författare och illustratör. Hon blev bland annat känd för sina barnböcker om Teddy Björnson (original: Teddy Robinson) och Mary-Mary. 2014 blev hennes När Marnie var där föremål för en filmatisering hos Studio Ghibli.

## Biografi
Joan Gale Thomas föddes 1910 i Gerrard's Cross i Buckinghamshire (England). Hon studerade konst vid Chelsea Illustrators Studio. Efter att ha illustrerat andras böcker debuterade hon 1939 som författare med A Stands for Angel (även illustrationer).
Två år senare gifte hon sig med Richard Gavin Robinson, även han författare och illustratör. Efter giftermålet författade hon både böcker under namnen Joan Gale Robinson och Thomas. Hon producerade en del av böckerna i samarbete med sin make.
Totalt gavs ett trettiotal böcker ut av Robinsons hand under hennes livstid.

### Teddy Björnson
Robinson hämtade inspiration till sina berättelser hos sin egen familj. Exempelvis är Teddy Björnson baserad på en nallebjörn som tillhört hennes dotter Deborah. Dottern fungerade också som förlaga för figuren med samma namn i böckerna.

### Samarbeten
Joan G. Robinson arbetade ofta både som författare och illustratör till böckerna. Ibland samarbetade hon dock med andra illustratörer, inklusive Peggy Fortnum och Prudence Seward.

## Bearbetningar
Filmen När Marnie var där är baserad på hennes berättelse When Marnie Was There.